# 1936 في الجزائر
الأحداث من عام  1936 في الجزائر.

## الأحداث
- تقديم مشروع بلوم فيوليت سنة 1936م، يتكون من ثمانية فصول وخمسين مادة تتضمن إصلاحات دستورية بإعطاء حقوق متساوية بين الفرنسيين والجزائريين، وإصلاح التعليم، وإصلاحات زراعية، وإلغاء المحاكم الخاصة بالجزائريين، وإنشاء وزارة الشؤون الإفريقية، وزيادة عدد الجزائريين في المجالس المحلية، بالإضافة إلى إصلاحات أخرى. ومنح الجنسية الفرنسية لبعض المثقفين الجزائريين.

## المواليد
- 24 فبراير – محمد معوش – لاعب كرة قدم جزائري.
- 30 يونيو – آسيا جبار – أكاديمية، كاتبة، روائية، ومخرجة جزائرية. معظم أعمالها تناقش المُعضلات والمصاعب التي تواجه النساء، كما عرف عنها الكتابة بحس أنثوي الطابع.
- 15 أغسطس – الطاهر وطار ( ت. 2010)، كاتب جزائري

## الوفيات
- خالد الهاشمي بن عبد القادر الجزائري